# Gyrographa
Gyrographa Ertz & Tehler – rodzaj grzybów z rodziny Roccellaceae. Należą do niego 2 gatunki, w Polsce występuje jeden. Ze względu na współżycie z glonami zaliczany jest do grupy porostów

## Charakterystyka
Takson Gyrographa wprowadzono, aby umieścić w nim dwa gatunki Opegrapha mające zgrubiałe, czarne hypotecja lub ekscypula i pozbawione galaretowatych peryspor. W 2024 r. Index Fungorum wymienia już 4 gatunki należące do tego rodzaju. Gyrographa charakteryzuje się plechami skorupiastymi, z korą lub bez kory, z węzłami lub skupiskami gyrozy, owocnikami przeważnie samotnymi, siedzącymi, czarnymi, elipsoidalnymi, rzadko odsłoniętymi. Ekscypulum ciemnobrązowe do czarnego, K+ oliwkowe. Występują rozgałęzione i połączone parafyzoidy z komórkami wierzchołkowymi często napęczniałymi, rozgałęzionymi i połączonymi. Worki cylindryczne do maczugowatych, fistunikowe z, 4–8-zarodnikami. Askospory elipsoidalne do wrzecionowatych lub lekko maczugowatych, bezbarwne, proste, septowane.

## Systematyka i nazewnictwo
Pozycja w klasyfikacji według Index Fungorum: Roccellaceae, Arthoniales, Arthoniomycetidae, Arthoniomycetes, Pezizomycotina, Ascomycota, Fungi.
Jest to nowy rodzaj, utworzony w 2014 r. przez wydzielenie dwóch gatunków z rodzaju Opegrapha. Jak dotąd nie posiada nazwy polskiej.
W Polsce występuje Gyrographa gyrocarpa (Flot.) Ertz & Tehler 2014 – tzw. pismaczek skręcony/
Nazwy naukowe na podstawie Index Fungorum. Nazwa polska według W. Fałtynowicza.